# Leyland Kirby
Leyland Kirby (* 9. května 1974 Stockport) je britský hudebník hrající elektronickou hudbu. Během své kariéry vystupoval pod několika pseudonymy, jako například The Caretaker nebo V/Vm. V roce 2013 vydal album Watching Dead Empires in Decay pod jménem The Stranger. V roce 2012 přispěl skladbou „Watching and Waiting for You to Begin“ na album Extra Playful: Transition.